# Zecchino d'Oro 2007
Il cinquantesimo Zecchino d'Oro si è svolto a Bologna dal 20 al 24 novembre 2007.
È stato presentato da Cino Tortorella e Veronica Maya, con Francesco Salvi (martedì, mercoledì e giovedì), Lorena Bianchetti (martedì e mercoledì), Massimo Giletti (giovedì), Veronica Pivetti (venerdì e sabato), e Gabriele Cirilli (venerdì e sabato). Ogni serata vede inoltre la partecipazione di Chiara Tortorella.
La sigla era "Lo Zecchino d'Oro cinquant'anni ha".
Gli ospiti di questa edizione sono stati i protagonisti del musical di Scooby-Doo, i PQuadro, il Mago Gentile, le Winx, il Mago Pecar e Silvia Battisti. Nella finale ha preso parte anche Pupo.
Prima del ripristino del premio nelle edizioni 2013 e 2014, questa fu l'ultima edizione in cui sono stati assegnati gli Zecchini d'argento per le canzoni italiane e straniere.
È stato introdotto un nuovo premio il TeleZecchino, assegnato alla canzone più televotata da casa.
È stata l'ultima edizione in cui vengono presentate 14 canzoni (7 italiane e 7 straniere). Il numero viene ridotto a 12 a partire dall'edizione 2008 fino all'edizione 2019. Ritorneranno 14 dalla 63ª edizione ma tutte italiane.
Il 21 Dicembre, si è tenuta una serata speciale, il Gran galà dello Zecchino d'Oro, in cui personaggi famosi italiani hanno cantato alcune canzone eseguite nelle precedenti edizioni per decretare la miglior canzone dei primi 50 anni dello Zecchino D'Oro, è stata condotta da Pupo.
Il Fiore della solidarietà del 2007 è indirizzato alla realizzazione di una serie di azioni integrate (educazione, sanità e microcredito),  in un villaggio rurale in India.

## Brani in gara
- Amici per la pelle (Testo: Maria Francesca Polli/Musica: Franco Fasano) - Matteo Guazzini e Mattia Lucchesi (entrambi 9 anni)  (2º posto)
- Filastrocche (Співаночки) ( Ucraina) (Shaimakian, adattamento: Gabriele Baldoni) - Krystyna Tkačuk (Кристина Ткачук) (8 anni)
- Il bullo citrullo (Testo: Giovanni Paolo Fontana, Alberto Pellai/Musica: Giovanni Paolo Fontana, Roberto De Luca) - Lorenzo Nonnis (9 anni)  (2ºposto)
- Il segreto del sorriso (Smile's secret) ( Stati Uniti) (Dargniat, adattamento: Dodi Battaglia) - Sebastian Josef Huebel (6 anni)
- Io gioco (Je ne veux pas grandir) ( Francia) (Testo: Lorena Fontana, Nanni Manelli, Federico Padovano) - Alexandre Andrei Langlois (8 anni)
- L'aeroplano (Testo: Valentina Ducros/Musica: Giancarlo Malaman) - Federica Verolino (9 anni)
- Ma che mondo l'acquario (Testo: Fagit, Gianfranco Grottoli, Andrea Vaschetti/Musica: Fagit, Gianfranco Grottoli, Andrea Vaschetti) -  Virgilia Siddi (9 anni)  (1º posto)
- Radio Criceto 33 (Testo: Massimo Mazzoni/Musica: Giancarlo Di Maria) - Giuliana Cascone (7 anni)  (3º posto)
- Terra gentile (Tierra de gracia) ( Venezuela) (L. Angulo, Maria Cristina Misciano) - Adriana Elizabeth Figueredo Costero (8 anni)
- Un cane in carne ed ossa (Testo: Lorenzo Imerico/Musica: Roberto Pacco) - Caterina Zampieri (6 anni)
- Un fiore nel deserto (Hela hela ho bue hela a'lam) ( Egitto) (C. Hegab, H. Shenudah, adattamento: Salvatore De Pasquale) - Yārā Mahmūd Kāmāl (يارا ﻣﺤﻤﻮد آﻤﺎل) (6 anni)
- Una bella poesia (Έκλεψαν με) ( Cipro) (C. Kyriakides, adattamento: Antonella Boriani) - Rafaella Pericleous (Ραφαέλλα Περικλέους) (9 anni)
- Una forchetta di nome Giulietta (Testo: Vittorio Sessa Vitali/Musica: Corrado Castellari, Melody Castellari) - Antonio Carenza (7 anni) e Ilaria Paolicelli (5 anni)
- Un'altalena in cielo (Tirivana vanofara) ( Zimbabwe) (S.C.K. Gonah, P. Buffoni, P. Kerr, adattamento: Giovanni Gotti) - Annatendai Gonah (9 anni)

## Ascolti
| Prima TV Italia  | Ascolti prima parte | Ascolti seconda parte | Ascolti terza parte (solo finale) | Ascolto medio |
| ---------------- | ------------------- | --------------------- | --------------------------------- | ------------- |
| 20 novembre 2007 | 2.540.000 (25,05%)  | 3.619.000 (27,8%)     | /                                 |               |
| 21 novembre 2007 | 2.735.000 (25,47%)  | 3.347.000 (25,26%)    | /                                 |               |
| 22 novembre 2007 | 2.567.000 (23,16%)  | 3.214.000 (23,18%)    | /                                 |               |
| 23 novembre 2007 | n.d.                | n.d.                  | /                                 |               |
| 24 novembre 2007 | n.d.                | n.d.                  | n.d.                              |               |
| Media            |                     |                       |                                   |               |